# Liste der Monuments historiques in Chauvé
Die Liste der Monuments historiques in Chauvé führt die Monuments historiques in der französischen Gemeinde Chauvé auf.

## Liste der Bauwerke
| Bezeichnung                   | Beschreibung | Standort | Kennzeichnung | Schutzstatus | Datum | Bild |
| ----------------------------- | ------------ | -------- | ------------- | ------------ | ----- | ---- |
| Menhir Pierre de la Croterie  |              | (Lage)   | PA00108841    | Inscrit      | 1989  |      |
| Menhire Pierres des Platennes |              | (Lage)   | PA00108842    | Inscrit      | 1989  |      |